# 髙﨑俊吾
髙﨑 俊吾（たかさき しゅんご、1992年11月12日 - ）は、日本の俳優・タレント・Webライターである。
東京都出身。慶應義塾大学・経済学部卒。BMI所属後フリーランスを経て、2024年9月よりロータス・ルーツに所属。身長180cm。

## 来歴・人物
- 『不思議な町の王子様 第二章』（2013年2月）が初舞台作品。
- 上記の舞台がきっかけで事務所（株式会社BMI）に所属。
- 高校卒業後大学へ進学し、2015年卒業。
- 高校時代は、バスケ部に所属。
- 特技は、ダンス、ピアノ[1]。
- 趣味は、スキューバダイビング[1]。

## 出演
主演は役名を太字で表記。

### 舞台
2013年
- 舞台「不思議な町の王子様 第二章」（2013年2月20日 - 24日、シアターサンモール） - 望月大智 役
- 舞台「スポタニ♡　Vol.3　釣書バード」（2013年6月13日 - 16日、キンケロ・シアター）
- 舞台「Club SLAZY The 2nd invitation〜Sapphire〜」（2013年12月6日 - 15日、スペース・ゼロ） - Hop 役

2014年
- 舞台「STORM LOVER 波打ち際の王子SUMMER!」（2014年5月3日 - 11日、俳優座劇場） - 卯都木悠人 役
- 舞台「ハマトラ THE STAGE -CROSSING TIME-」（2014年8月16日 - 24日、俳優座劇場） - レシオ 役
- 舞台「天元突破グレンラガン〜炎撃篇 其の壱〜」（2014年10月22日 - 27日、スペース・ゼロ） - ロシウ 役

2015年
- ミュージカル「ハートの国のアリス」（2015年2月4日 - 11日、スペース・ゼロ） - ナイトメア 役
- 舞台「ハマトラ THE STAGE-DOUBLE MISSION-」（2015年3月14日 - 22日、星陵会館ホール） - レシオ 役
- 舞台「STORM LOVER 波打ち際の王子SUMMER改!!」（2015年5月23日 - 31日、CBGKシブゲキ!!） - 卯都木悠人 役
- 舞台「DIABOLIK LOVERS」（2015年8月26日 - 30日、六行会ホール） - 逆巻レイジ 役
- 舞台「攻殻機動隊ARISE : GHOST is ALIVE」（2015年11月5日 - 15日、東京芸術劇場 プレイハウス） - イバチ 役

2016年
- ミュージカル「ハートの国のアリス 〜The Best Revival〜」（2016年1月16日 - 24日、スペース・ゼロ） - ナイトメア 役
- 舞台「Be Withプロデュース VOL.29　THE BUTTERFLY EFFECT CHRONICLE　ヴァルプルギスの夜」（2016年4月17日 - 24日、シアターサンモール） - カシア 役
- 舞台「つかこうへい七回忌追悼特別公演　リング・リング・リング2016」（2016年6月23日 - 30日、スペース・ゼロ） - 若原大二郎 役
- 舞台「DIABOLIK LOVERS〜re:requiem〜」（2016年8月24日 - 28日、品川プリンスホテル クラブex） - 逆巻レイジ 役
- 舞台「裁判長!ここは懲役4年でどうすか 2016」（2016年10月22日 - 27日、スペース・ゼロ） - 安田憲一 役

2017年
- ミュージカル「イケメン王宮◆真夜中のシンデレラ」（2017年1月11日 - 22日、あうるすぽっと） - ゼノ＝ジェラルド 役
- 朗読劇「Reading Cinema×2017 Winter Special LOVE×LETTER」（2017年2月25日 - 26日、LAPIN ET HALOT） - 海斗 / 大地 役
- 舞台「minako-太陽になった歌姫-」（2017年5月17日 - 21日、CBGKシブゲキ!!） - 西山浩史 役
- 朗読劇「Be With プロデュース Reading Cinema Special-THE BUTTERFLY EFFECT- Another Story Collection　Phantasmagoria」（2017年6月24日 - 25日、CBGKシブゲキ!!）
- 朗読劇「陰陽師〜藤、恋せば 篇〜 陽公演」（2017年7月19日 - 23日、六行会ホール ※20日14時公演、21日14時公演に出演） - 源博雅 役
- 舞台「止まれない12人」（2017年8月30日 - 9月3日、シアターサンモール） - 来巳 役
- 舞台「夏の夜の夢　栃木公演」（2017年9月10日、栃木県総合文化センター メインホール） - ハーミア 役
- 舞台「銀岩塩VOL.2 LIVE ENTERTAINMENT 牙狼＜GARO＞ -神ノ牙 覚醒-」（2017年11月29日 - 12月3日、スペース・ゼロ） - キチヤ 役

2018年
- 舞台「Like A」（2018年2月3日 - 12日、新宿FACE） - アッシャー 役
- ハイパープロジェクション演劇「ハイキュー!!」 - 赤葦京治 役
  - 「はじまりの巨人」（2018年4月28日 - 6月17日、日本青年館ホール　他）

- 舞台「男子はつらくないよ？」（2018年7月29日 - 8月4日、三越劇場） - シュンヤ 役
- 舞台「夏の夜の夢　2018」（2018年9月14日 - 17日、三越劇場） - ハーミア 役
- 舞台「信長の野望・大志　-冬の陣-　王道執行　～騎虎の白塩編～　」（2018年11月8日 - 12日、シアター1010） - 直江信綱 役
- ミラクルステージ「サンリオ男子」（2018年11月29日 - 12月9日、天王洲 銀河劇場） - 柏木智博 役

2019年
- 舞台「Like A room[002]」（2019年1月12日 - 20日、スペース・ゼロ） - アッシャー 役
- ハイパープロジェクション演劇「ハイキュー!!」 - 赤葦京治 役
  - 「東京の陣」（2019年4月5日 - 5月6日、TOKYO DOME CITY HALL　他）

- 「家庭教師ヒットマンREBORN! the STAGE」 - S・スクアーロ 役
  - -vs VARIA partⅠ-（2019年6月14日 - 23日、シアター1010 / 27日 - 30日、柏原市民文化会館 リビエールホール）

- 舞台「Like A room[003]」（2019年8月7日 - 14日、新宿FACE） - アッシャー 役
- 舞台「銀岩塩VOL.4 FUSIONICAL STAGE『ABSO-METAL』～価値×時間＝幸せのメダル～」（2019年9月4日 - 9月8日、スペース・ゼロ） -  ダミエ 役
- LIVEミュージカル演劇「チャージマン研！」（2019年10月31日 - 11月6日、新宿FACE） - チャージマン研 役
- ミラクルステージ「サンリオ男子 〜ハーモニーの魔法〜」（2019年11月14日、品川プリンスホテル クラブeX） - 柏木智博 役　※ゲスト出演

2020年
- 「家庭教師ヒットマンREBORN! the STAGE」  - S・スクアーロ 役
  - -vs VARIA partⅡ-（2020年1月6日 - 13日、天王洲 銀河劇場 / 17日 - 19日、シアター・ドラマシティ）
  - –隠し弾(SECRET BULLET)-（2020年11月7日 - 15日、天王洲 銀河劇場 / 19日 - 22日、京都劇場）

- 舞台「おとぎ裁判　第2審　～戦慄の誘拐パレード ビッグマウスにご用心♪～」（2020年1月10日、CBGKシブゲキ!!）※ゲスト出演
- MONSTER LIVE シーズン2 〜今回からモンステって名乗ってもいいですか？〜（2020年2月14日 - 16日、草月ホール）
- ハイパープロジェクション演劇「ハイキュー!!」 - 赤葦京治 役
  - 「 最強の挑戦者（チャレンジャー）」（2020年3月21日 - 5月6日、TOKYO DOME CITY HALL 他）

- 舞台『勇者セイヤンの物語 〜ノストラダム男の大予言〜』（2020年8月6日 - 10日、シアター1010 / 28日 - 30日、COOL JAPAN PARK OSAKA TTホール） 公演中止
- LIVEミュージカル演劇「チャージマン研! R-2」（2020年10月11日・15日、新宿FACE） - お休み研 役 ※ゲスト出演
- 舞台『初等教育ロイヤル』（2020年12月10日 - 12日、京都劇場 / 16日 - 17日、シアター1010） - 5年林くん 役  公演中止

2021年
- 舞台『勇者セイヤンの物語 〜ノストラダム男の大予言〜』（2021年1月21日 - 24日、オルタナティブシアター）  - 勇者１ 役
- 舞台「銀岩塩VOL.5 FUSIONICAL STAGE『ABSO-METAL2 〜群盲の逆襲〜』」（2021年2月10日 - 14日、スペース・ゼロ） -  ダミエ 役
- ハイパープロジェクション演劇「ハイキュー!!」 - 赤葦京治 役
  - 「頂の景色・2」（2021年3月20日 - 5月9日、TOKYO DOME CITY HALL 他）　

- 舞台「銀岩塩VOL.6 FUSIONICAL STAGE『ABSO-METAL Re:START 1&2』」（2021年6月8日 - 13日、シアター1010） -  ダミエ 役 公演中止
- 「家庭教師ヒットマンREBORN! the STAGE」  - S・スクアーロ 役
  - –episode of FUTURE- 後編（2021年7月27日28日 - 8月1日、天王洲 銀河劇場 /  8月13日 - 15日、サンケイホールブリーゼ  7月27日東京公演中止・大阪公演中止）

- 朗読劇「M•A•D朗毒(ポイズン)」(2021年11月20日・26日・28日、横浜赤レンガ倉庫 1号館3Fホール)  -  トウジ、アンコ 役

2022年
- 音楽朗読劇「ヘブンズ・レコード #2022」（2022年1月30日、ニッショーホール） -  島崎 役 公演中止
- ミュージカル「あした天使になあれ 2022」（2022年2月9日 - 13日、あうるすぽっと） -  武田裕司 役 公演中止
- 舞台「横内正×シェイクスピア『十二夜 Twelfth Night』」（2022年5月11日 - 15日、スペース・ゼロ） -  ヴァイオラ 役
- 舞台『弱虫ペダル』 - 福富寿一 役
  - The Cadence！（2022年7月5日 - 10日、シアター1010 / 16日 - 18日、COOL JAPAN PARK OSAKA TTホール）

- 『うち劇オンステージ』明日への脱出 / 後悔の航海（2022年7月23日 - 24日、Theater Mixa） - 貝塚栄介 役
- NAIKONAID 朗読劇「ナイスコンプレックス」（2022年8月24日、新宿シアタートップス）- 親友 役
- ダンス・ミュージカル『お私立花村学園』（2022年10月27日 - 30日、滝野川会館 大ホール） -  神宮寺大和 役
- 2022年冬休みファミリー劇場　劇団東少公演　ミュージカル『シンデレラ』（2022年12月24日 - 27日、三越劇場） -  王子 役

2023年
- 舞台「炎炎ノ消防隊」-五つ目の柱-（2023年3月24日 - 4月2日、メルパルク大阪 ホール 他） - 武久火縄 役
- 舞台『弱虫ペダル』 - 福富寿一 役
  - THE DAY 1（2023年8月4日 - 13日、天王洲 銀河劇場）

- 最遊記歌劇伝－外伝－（2023年9月29日 - 10月12日、品川プリンスホテルステラボール 他） - 観世音菩薩 役
- Live-Musical-Stage「チャージマン研!」2023（2023年12月23日 - 31日、新宿FACE） - チャージマン研 / 泉研 役

2024年
- 舞台『弱虫ペダル』 - 福富寿一 役
  - THE DAY 2（2024年3月1日 - 10日、天王洲 銀河劇場）
  - Over the sweat and tears（2024年8月31日 - 9月8日、シアターH）

- 大人の麦茶 ラストオーダー『ネムレナイト』（2024年4月10日 - 21日、下北沢ザ・スズナリ）- うさ吉 役 
- 舞台『なめ猫ロックショー!』（2024年5月16日 - 24日、浅草花劇場）- 河西理音(オニ芝) 役 
- NAIKONAID2024～夏～ 朗読劇「ナイスコンプレックス」（2024年7月14日、溝ノ口劇場）- 主人公：健介 役
- 舞台「OOOOPEN!!!」（2024年10月16日 - 20日、中野ザ・ポケット）- 和久 役
- 一人芝居シリーズ「サウナ菩薩」（2024年11月29日 - 30日、東京カルチャーカルチャー）

### 映画
- 僕たちの高原ホテル（2013年） - ホテルマン 役
- マジックナイト（2014年） - 永遠 役
- カバディーン!!!!!!!〜激突・怒黒高校篇〜（2014年） - マスク 役

### テレビドラマ
- 『闇芝居(生)』第1話（2020年9月9日、テレビ東京） - 伊藤 役[15]
- 連続テレビ小説『おむすび』第112回（2025年3月11日、NHK）
- キャスター 第1話・第2話・第6話・第7話（2025年4月13日・20日5・5月18日・25日、TBS） - 星刑事 役[16]
- 誘拐の日 第1話（2025年7月8日、テレビ朝日） - 野中英世 役[17]

### コンサート
- MUSIC THETAER「Funfair」（2016年10月15日、有楽町朝日ホール）